# Charles Louis L'Héritier de Brutelle
Charles Louis L'Héritier de Brutelle (15 de junio de 1746 en París-16 de agosto de 1800  ibíd.) fue un magistrado francés del siglo XVIII y apasionado botánico.

## Biografía
Charles L'Héritier fue Fiscal del Rey en el Control de las Aguas y Bosques, luego consejero del Tribunal de las Ayudas.
Se valoraron sus trabajos botánicos, un poco despreciados por sus contemporáneos, fueron reconocidos por Willdenow (1765-1812) y De Candolle (1778-1841).
Muerto asesinado en 1800, dejó un herbario de unas 8000 especies y una biblioteca de botánica muy importante. Trabajó, en particular, sobre la familia Geraniaceae y publicó en 1792 una obra titulada Geranologia. Se le debe la distinción entre los tres géneros Geranium, Pelargonium y Erodium.

## Obra
- Stirpes novae aut minus cognitae, quas descriptionibus et iconibus illustravit Carolus Ludovicus L'Héritier, 2 v. París, 1784-1785 archivo en línea

- Sertum anglicum, seu, Plantae rariores quae in hortis juxta Londinum: imprimis in horto regio Kewensi excoluntur, ab anno 1786 ad annum 1787 observatae, 1789–1792

- Geraniologia, 1792 Geraniologia, seu Erodii, Pelargonii, Geranii, Monsoniae et Grieli, Historia iconibus illustrata, Parisii, Typo Petri-Francisci Didot (1787-1788; 1792); planchas × Pierre-Joseph Redouté en línea

- Cornus: specimen botanicum sistens descriptiones et icones specierum corni minus cognitarum, Parisiis, Typis Petri-Francisci Didot, 1788. Biblioteca MGB, en línea

- "Mémoire sur un nouveau genre de plants appelé Cadia". Magasin encyclopédique. 1795

## Escritos sobre L´Héritier
- Sir Joseph Banks. 1958. The Banks Letters. A Calendar of the manuscript correspondence of Sir Joseph Banks. Editado por Warren R. Dawson
- James Britten and B. B. Woodward. 1905. "L’Héritier’s Botanical Works". The Journal of Botany. v. 43:266-273; 325-329
- Günther Buchheim, "A bibliographical account of L’Héritier’s ‘Stirpes novae’." Huntia, v. 2:29-58. 1965
- Georges Cuvier. 1819. Recueil des Éloges Historiques, v. 1:109-133
- Théodore J. E. Hamy. 1905. Joseph Dombey, sa vie, son oeuvre, sa correspondance
- Frans A. Stafleu. 1963. L’Héritier de Brutelle: the man and his work, Sertum Anglicum, facs. ed. xiii-xliii
- Arthur Robert Steele, 1964, Flowers for the King.

## Honores

### Epónimos
- (Geraniaceae) Monsonia lheritieri DC.[1]
- (Geraniaceae) Sarcocaulon lheritieri Sweet[2]
- (Myrtaceae) Eugenia lheritieriana DC.[3]

- La abreviatura «L'Hér.» se emplea para indicar a Charles Louis L'Héritier de Brutelle como autoridad en la descripción y clasificación científica de los vegetales.[4]
- La abreviatura «L'Herit.» se emplea para indicar a Charles Louis L'Héritier de Brutelle como autoridad en la descripción y clasificación científica de los vegetales.[5]